# 엘리자베스 알더
엘리자베스 알더(Elizabeth Alda, 1960년 8월 20일 ~ )는 미국의 배우, 텔레비전 배우, 영화배우이다.
뉴욕에서 태어났다.

## 영화
- 나이트 크리프스 (1986년)
- 사계절 (1981년)